# Versiones 20 años +
Versiones 20 años + es el undécimo álbum de la banda argentina de blues y rock La Mississippi (el segundo en vivo).
La grabación de este disco para celebrar los 20 años de carrera de la banda tuvo lugar durante los cuatro sábados de junio de 2008. Participaron importantes músicos invitados.

## Historia
Para celebrar los 20 años de La Mississippi, los músicos decidieron hacer un disco testimonial, con versiones de sus propios temas. El material fue registrado en vivo los sábados 7, 14, 21 y 28 de junio de 2008 en El Condado del barrio de Palermo, en la ciudad de Buenos Aires.
El álbum cuenta con importantes invitados como Pity Álvarez, Daniel Raffo, Mancha de Rolando, Nonpalidece, Tom Lupo, Déborah Dixon, Miguel Vilanova, Ricardo Mollo y el grupo chileno de blues El Cruce, entre otros. Además, se destaca la participación del público. 
Los únicos dos temas en los que la banda no presenta invitados son «Ruta 2» y «Por fin te fuiste, Mabel». Todas las canciones son composiciones propias, con la excepción de «Sube a mi Voiture», de Norberto "Pappo" Napolitano (de su época con Riff) y «Baby What You Want Me To Do« de Jimmy Reed.
Este álbum marcó el fin del contrato del grupo con Epsa Music.

## Lista de canciones
| N.º   | Título                                                                          | Escritor(es)                    | Duración |  |
| 1.    | «Ruta 2»                                                                        | R. Tapia                        | 3:13     |  |
| 2.    | «Un poco más» (con Pity Álvarez)                                                | R. Tapia, E. Introcaso          | 3:52     |  |
| 3.    | «Tus amigos» (con Miguel Vilanova y Jimmy Santos)                               | R. Tapia, G. Ginoi              | 4:47     |  |
| 4.    | «San Cayetano» (con Nonpalidece)                                                | R. Tapia, G. Ginoi              | 4:12     |  |
| 5.    | «Sube a mi Voiture» (con Miguel Vilanova y Beto Satragni)                       | Norberto Napolitano             | 3:31     |  |
| 6.    | «Buenos Aires Blues» (con Miguel Vilanova y Luis Robinson)                      | R. Tapia, G. Ginoi, L. Robinson | 4:15     |  |
| 7.    | «Blues de Juan» (con Juan Hermida)                                              | R. Tapia, J. Hermida            | 4:05     |  |
| 8.    | «Baby What You Want Me To Do» (con Déborah Dixon, Juan Hermida y Luis Robinson) | Jimmy Reed                      | 3:35     |  |
| 9.    | «Obrero del amor» (con Beto Satragni y Jimmy Santos)                            | R. Tapia, G. Ginoi              | 7:17     |  |
| 10.   | «Por fin te fuiste, Mabel»                                                      | G. Ginoi                        | 4:21     |  |
| 11.   | «Vamo y vamo» (con Daniel Raffo)                                                | R. Tapia, E. Introcaso          | 3:11     |  |
| 12.   | «Qué mujer!» (con Felipe Toro y Claudio Valenzuela)                             | R. Tapia, E. Introcaso          | 3:21     |  |
| 13.   | «Mala transa» (con Ricardo Mollo)                                               | R. Tapia, G. Ginoi              | 3:32     |  |
| 14.   | «Un trago para ver mejor» (con Manuel Quieto y Franchie Barreiro)               | R. Tapia, G. Ginoi              | 4:20     |  |
| 15.   | «Valentín Alsina (Ritmo y Blues)» (con Tom Lupo)                                | R. Tapia, C. Cannavo            | 3:58     |  |
| 16.   | «El detalle» (con Juan Hermida y Eduardo Cirillo)                               | R. Tapia, C. Cannavo            | 2:49     |  |
| 64:19 |                                                                                 |                                 |          |  |

## Músicos

#### La Mississippi
- Ricardo Tapia — voz, guitarras slide y dobro, y percusión.
- Gustavo Ginoi — guitarras eléctricas y acústicas.
- Claudio Cannavo — bajo.
- Juan Carlos Tordó — batería.
- Marcelo “Zeta” Yeyati — saxo tenor y flauta.
- Eduardo Introcaso — saxo alto.
- Gastón Picazo — teclados.

#### Músicos invitados
- Ricardo Mollo (Divididos) — guitarra.
- Cristian "Pity" Álvarez (Intoxicados) — voz.
- Miguel Vilanova (ex Botafogo) — guitarra.
- Luis Robinson — armónica.
- Déborah Dixon — voz.
- Juan José Hermida — piano.
- Eduardo Cirillo — bandoneón.
- Daniel Raffo — guitarra.
- Nestor Ramljak (Nonpalidece) — voz.
- Agustín Azubel (Nonpalidece) — saxo tenor.
- Manuel Quieto (Mancha de Rolando) — voz.
- Franchie Barreiro (Mancha de Rolando) — guitarra.
- Beto Satragni (Raíces) — bajo.
- Jimmy Santos (Raíces) — percusión.
- Felipe Toro (El Cruce) — guitarra y voz.
- Claudio Valenzuela (El Cruce) — armónica.
- Tom Lupo — recitado.[4]